# Funzione di Exner
La funzione di Exner è un importante parametro nei modelli atmosferici. Può essere vista come la pressione non dimensionalizzata e può essere definita come:
{\displaystyle \Pi =\left({\frac {p}{p_{0}}}\right)^{R_{d}/c_{p}}={\frac {T}{\theta }}}
dove {\displaystyle p_{0}} è la pressione alla superficie, di solito presa uguale a 1.000 hPa; {\displaystyle R_{d}} è la costante dei gas per l'aria secca; e {\displaystyle c_{p}} è la capacità di calore dell'aria secca a pressione costante.